# Daphné B.
Daphné B. est une poète, traductrice littéraire, essayiste et chroniqueuse québécoise née en 1990.

## Biographie
Poète et traductrice littéraire, Daphné B. a commencé à écrire vers l’âge de 8 ans.
Elle a obtenu une maîtrise en traductologie ainsi qu’une maîtrise portant sur l’influence des médias sociaux en littérature, La poète 2.0. Elle a d'ailleurs été collaboratrice à l’émission de radio Plus on est de fous, plus on lit, sur les ondes d’Ici Radio-Canada première, dans laquelle elle animait le segment « La vie numérique de Daphné B ».
Elle a co-fondé la plateforme féministe Filles Missiles.
Elle a écrit pour plusieurs revues (Nouveau Projet, Spirale, Vice, Tristesse, Zinc, Exit, etc.) et a participé à plusieurs ouvrages collectifs.
Elle a été libraire chez Drawn and Quartely et s’implique tant sur la scène littéraire anglophone que francophone,.
Elle anime le balado Choses sérieuses. Depuis le 14 juillet 2024, elle co-anime avec Mounir Kaddouri (de la chaine YouTube Maire de Laval) le podcast hebdomadaire Café Snake (pop culture, médias, politique et bien plus).

## Œuvres

### Essai
- Maquillée, Montréal, Éditions Marchand de feuilles, 2020, 220 p.  (ISBN 9782925059059)

### Poésie
- La pluie des autres, Montréal, La courte échelle, 2022, 94 p.  (ISBN 9782897744588)[12]
- Delete, Montréal, L’Oie de Cravan, 2017, 125 p.  (ISBN 9782924652114)
- Bluetiful, Montréal, L'écrou 2015, 93 p.  (ISBN 9782981391193)

## Prix et distinctions
- Gagnante du Prix des libraires (2021) pour Maquillée[13]
- Finaliste au Prix du Gouverneur général : littérature jeunesse de langue française - texte en 2022 pour La pluie des autres[14]